# Nacho Béjar
Nacho Béjar es un compositor, cantante y guitarrista madrileño que ha publicado dos discos en solitario y uno formando parte del dúo Sonora. Ha tocado con músicos como Antonio Vega y compuesto canciones para Antonio Vega, Ana Torroja o Miguel Ríos, entre otros. Asimismo, Nacho Béjar ha producido discos de Antonio Vega, Elefante o Tontxu.

## Carrera como solista y con Sonora
Nacho Béjar empezó su carrera en solitario en 1988 con su disco "Nacho Béjar" publicado por Twins, y producido por Ñete (ex Nacha Pop). Después se unió a Basilio Martí, músico en los conciertos que estaba dando Nacho, aunque no colaboró en su primer disco, y juntos decidieron formar el dúo Sonora, donde Nacho seguía cantando todos los temas y en la composición colaboraba Basilio. Sonora publicó su primer y único disco, "El año del huracán" en 1992, con DRO, que absorbió Twins entre otras compañías más pequeñas. El grupo trató de publicar un nuevo disco en 1993, pero la compañía se negó y el proyecto se fue arrinconando hasta que desapareció.
En marzo de 2004, tras tres años desde que se empezó a grabar, publicó su segundo disco en solitario "Donante de corazón", publicado por la Fundación Autor.

## Colaboraciones
Nacho Béjar y Basilio Martí  habían empezado a tocar junto a Antonio Vega, desde que este publicó su primer disco en solitario, "No me iré mañana", en 1991. Luego, Nacho ha estado tocando con varias bandas españolas como guitarrista y corista, en varias giras por España y América (Antonio Vega, David Summers, Insanity Wave...). También ha compuesto canciones para Antonio Vega, Ana Torroja, Miguel Ríos, Kiara, Doble o Nada, Esther Lago, Marina y Menos es más, entre otros.
También interpreta junto a María Marín la banda original de la serie de Antena 3, Bandolera (serie estrenada el 10 de enero de 2011).
En 2014 compone la canción "Quiero ver" para la serie de Antena 3 "Sin identidad", donde la canta 
Nikki García.

## Discografía
- "Nacho Béjar", en solitario (1988)
- "El año del huracán", como Sonora, junto a Basilio Martí (1992)
- "Donante de corazón", en solitario (2004)